# Ontonagon
Ontonagon è un villaggio degli Stati Uniti d'America, situato nello Stato del Michigan, nella contea di Ontonagon, della quale è il capoluogo.